# Михайло Коклінс
Михайло Коклінс (латис. Mihails Koklins; народився 20 липня 1985, Рига, Латвія) — латвійський хокеїст, нападник. Виступає в лієпайському Металургсі.